# 丰特库韦尔塔
丰特库韦尔塔，是西班牙加泰罗尼亚赫罗纳省的一个市镇。总面积17平方公里，总人口1178人（2001年），人口密度69人/平方公里。